# 나타샤 아말
나타샤 아말(프랑스어: Natacha Amal, 1968년 9월 4일 ~ )은 벨기에의 배우이다.